# Minipizza - Vol. 2
Minipizza är radioprogrammet Hassans andra album från 1994 och utgivet av Silence Records.

## Låtlista
1. "Taxi" 
  - Kristian Luuk
2. "Mynthandeln"
  - Fredrik Lindström
3. "Radannons" 
  - Pontus Djanaieff
4. "Hökarängens blommor" 
  - Fredrik Lindström & Kristian Luuk
5. "Minoriteter i Stockholm" 
  - Kristian Luuk, Fredrik Lindström & Erik Haag
6. "Ett starkt verb" 
  - Fredrik Lindström
7. "Klarinettfett"
  - Kristian Luuk
8. "På museet del II"
  - Fredrik Lindström
9. "Fel på TV:n" 
  - Kristian Luuk
10. "Är det du eller jag som låter?" 
  - Fredrik Lindström
11. "Frodenkvist, »Semesterbilder«" 
  - Pontus Djanaieff
12. "Tullen, Helsingborg" 
  - Henrik Schyffert
13. "Dalkullan" 
  - Kristian Luuk
14. "En barnbok" 
  - Pontus Djanaieff
15. "Paket till Egypten" 
  - Fredrik Lindström
16. "En kikare" 
  - Felix Herngren
17. "Minipizza" 
  - Pontus Djanaieff
18. "Mårten Rask, »Märkesdagar«" 
  - Fredrik Lindström & Kristian Luuk
19. "Kalle Anka" 
  - Kristian Luuk
20. "Kosmetologi" 
  - Fredrik Lindström
21. "Städhjälp" 
  - Fredrik Lindström & Kristian Luuk
22. "Klamydiatest" 
  - Erik Haag
23. "Dubbeljapp" 
  - Kristian Luuk
24. "Stereojungeln" 
  - Fredrik Lindström & Kristian Luuk
25. "Jarl Kulle" 
  - Henrik Schyffert
26. "Sista minuten-resa" 
  - Fredrik Lindström

## Medverkande
- Fredrik Lindström
- Kristian Luuk
- Erik Haag
- Pontus Djanaieff
- Henrik Schyffert
- Felix Herngren

## Listplaceringar
| Lista (1994-1995) | Topplacering |
| ----------------- | ------------ |
| Sverige           | 14           |